# Marek (Bogolubow)
Marek, nazwisko świeckie Bogolubow (ur. 1879, zm. 24 marca 1935) – rosyjski biskup prawosławny.

## Życiorys
Przed 1922 służył w soborze św. Mikołaja w Ufie, posiadał godność protojereja. 18 listopada 1922 został wyświęcony na biskupa pomocniczego eparchii ufimskiej z tytułem biskupa stierlitamackiego. W charakterze konsekratorów podczas ceremonii wystąpili arcybiskup ufimski Andrzej oraz biskup złatoustowski Mikołaj.
Aresztowany w 1925, został skazany na trzyletnią zsyłkę. Po zakończeniu odbywania kary był represjonowany ponownie i został zesłany na Daleki Wschód. W 1929 został wyznaczony na biskupa władywostockiego i nadmorskiego; według niektórych źródeł nie przyjął nominacji biskupiej. W 1930 był biskupem czyckim i zabajkalskim. Na urzędzie pozostawał do 1933. Został aresztowany na przełomie lat 1934 i 1935. 24 marca 1935 został skazany na karę śmierci, a następnie rozstrzelany.